# Szymon Mazur
Szymon Mazur (ur. 2 września 1998) – polski lekkoatleta, specjalizujący się w pchnięciu kulą oraz rzucie dyskiem.

## Osiągnięcia
| Rok  | Impreza                               | Miejsce   | Konkurencja           | Pozycja           | Wynik |
| ---- | ------------------------------------- | --------- | --------------------- | ----------------- | ----- |
| 2015 | Mistrzostwa świata juniorów młodszych | Cali      | pchnięcie kulą (5 kg) | 2. miejsce        | 21,77 |
| 2016 | Mistrzostwa świata juniorów           | Bydgoszcz | pchnięcie kulą (6 kg) | 6. miejsce        | 20,40 |
| 2017 | Mistrzostwa Europy juniorów           | Grosseto  | pchnięcie kulą (6 kg) | 2. miejsce        | 20,70 |
| 2019 | Puchar Europy w rzutach               | Šamorín   | pchnięcie kulą        | 8. miejsce (U23)  | 17,72 |
| 2019 | Młodzieżowe mistrzostwa Europy        | Gävle     | pchnięcie kulą        | 11. miejsce       | 18,16 |
| 2023 | Uniwersjada                           | Chengdu   | pchnięcie kulą        | 2. miejsce        | 19,20 |
| 2024 | Puchar Europy w rzutach               | Leiria    | pchnięcie kulą        | 7. miejsce        | 18,58 |
| 2024 | Mistrzostwa Europy                    | Rzym      | pchnięcie kulą        | el. – 25. miejsce | 18,76 |

## Rekordy życiowe
- Pchnięcie kulą (5 kg) – 21,77 (2015)
- Pchnięcie kulą (6 kg) – 21,34 (2017)
- Pchnięcie kulą (7,26 kg, stadion) – 20,18 (2023)
- Pchnięcie kulą (7,26 kg, hala) – 19,92 (2024)